# F·金·亚历山大
F·金·亚历山大（英語：F. King Alexander）现为加州大学长滩分校的校长，他获得过威斯康辛大學麥迪遜分校的哲学博士学位、牛津大学硕士学位、圣劳伦斯大学学士学位，在圣劳伦斯大学读书时，他是一个篮球运动员。
2001年到2005年，亚历山大是肯塔基州莫瑞州立大学的校长。
亚历山大的妻子是坎贝尔·亚历山大，她是牛津圆桌成员之一。